# International Women's Open 1999
L'International Women's Open 1999 è stato un torneo di tennis giocato sull'erba. 
È stata la 25ª edizione del torneo di Eastbourne, che fa parte della categoria Tier II nell'ambito del WTA Tour 1999. 
Si è giocato a Eastbourne in Inghilterra, dal 14 al 19 giugno 1999.

## Campionesse

### Singolare
Nataša Zvereva ha battuto in finale  Nathalie Tauziat con il punteggio di 0–6, 7–5, 6–3

### Doppio
Martina Hingis /  Anna Kurnikova hanno battuto in finale  Jana Novotná /  Nataša Zvereva con il punteggio di 6–4 ret